# Socozinho

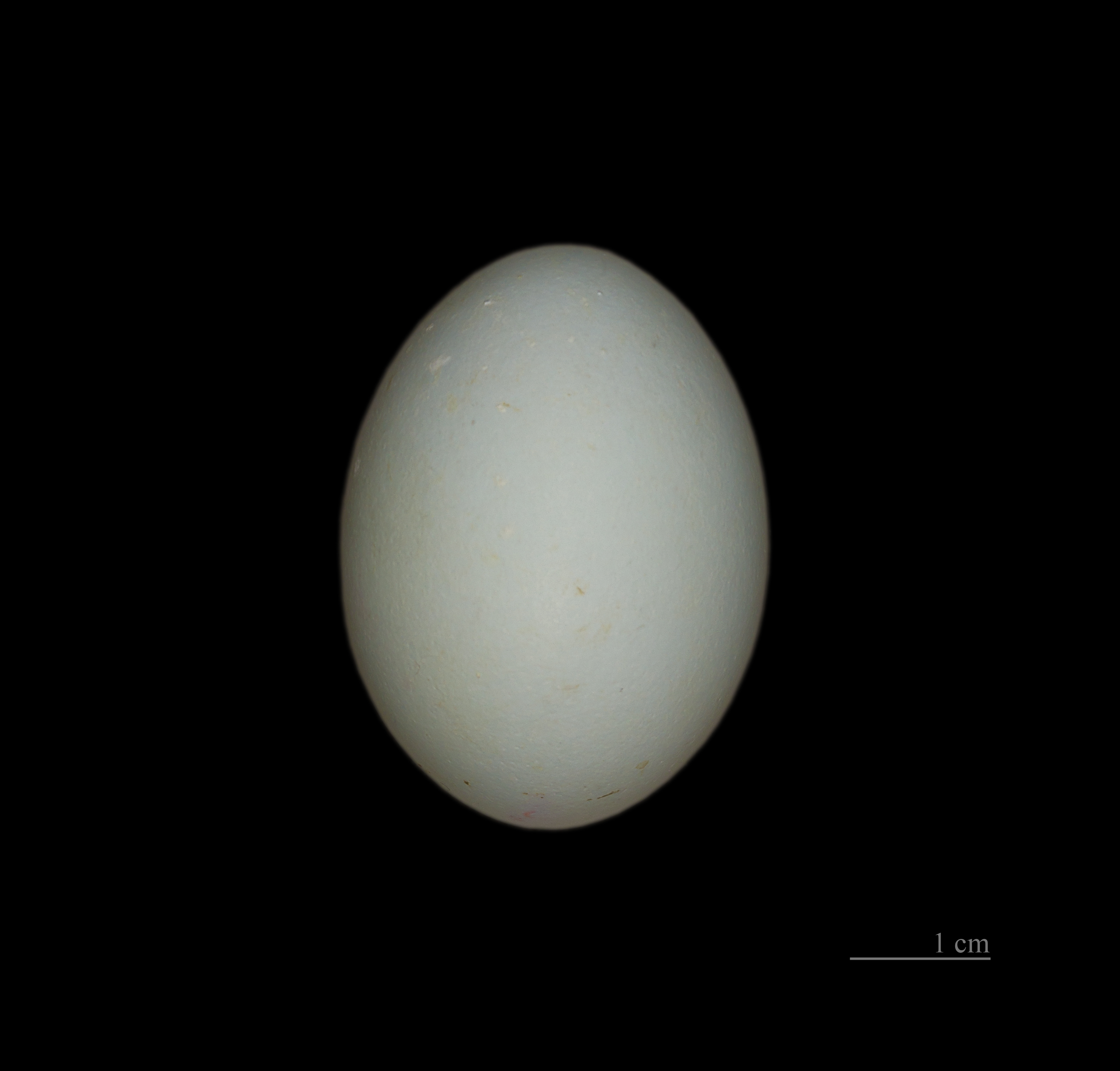
Butorides striatus

O socozinho (Butorides striata)é uma espécie de socó com ampla distribuição nas áreas alagadas das Américas e em grande parte do mundo. Tal espécie chega a medir até 36 centímetros comprimento, possuindo capuz e topete nucal negros, pescoço acinzentado, peito com estrias ferrugem, dorso estriado de marrom, pernas amarelas e curtas.
O socozinho é uma ave aquática muito comum em áreas alagadas. Geralmente nidifica solitário, podendo associar-se a outros indivíduos no período de reprodução, formando colônias de nidificação.
Um estudo investigou a sua nidificação em uma área alagável no município de Porto Esperidião, no estado brasileiro de Mato Grosso: foram observados os números de ninhos/ovos, distribuição espacial, período de incubação e biometria dos ovos. Foram realizadas visitas semanais à área de estudo nos meses de dezembro/2003 a março/2004. Os dados foram coletados através da observação  visual e de mensurações métricas das dimensões e altura dos ninhos, bem como o status (confecção, postura, incubação e desativado). A atividade colonial reprodutiva da espécie em estudo teve início no mês de dezembro/2003, sendo o período de maior atividade reprodutiva registrado no mês de março/2004, com total de 58 ninhos. Foi registrado um total de 119 ovos, sendo a média de 2,0 por ninho. Os ninhos localizaram-se a uma altura média de 2,6 metros (mínimo de 0,9 centímetros e máximo de 3,6 metros). A distância média entre os ninhos foi de 1,4 metro, sendo a distribuição espacial de cada ninho distinta, não ocorrendo uniformidade no extrato vegetal ocupado. Cada parental apresentava uma tolerância relativa à aproximação de outros indivíduos da espécie, podendo variar de 15 a 30 centímetros do ninho. O período de incubação durou, em média, 26,5 dias. Na colônia reprodutiva, observaram-se diferentes níveis de desenvolvimento: desde ninhos em estágio de confecção até indivíduos jovens prestes a voar. Os indivíduos imaturos deixaram os ninhos por volta do vigésimo oitavo dia após o nascimento.

## Nomes populares
A ave também é  é conhecido pelos nomes de ana-velha, garça-socoí, maria-mole, socó-boi, socó-criminoso, socó-estudante, socoí, socó-mijão, socó-mirim e socó-tripa. [carece de fontes?]
O nome "socozinho" foi selecionado como nome vernáculo técnico para a espécie pelo Comitê Brasileiro de Registros Ornitológicos.

## Subespécies
São reconhecidas vinte subespécies:

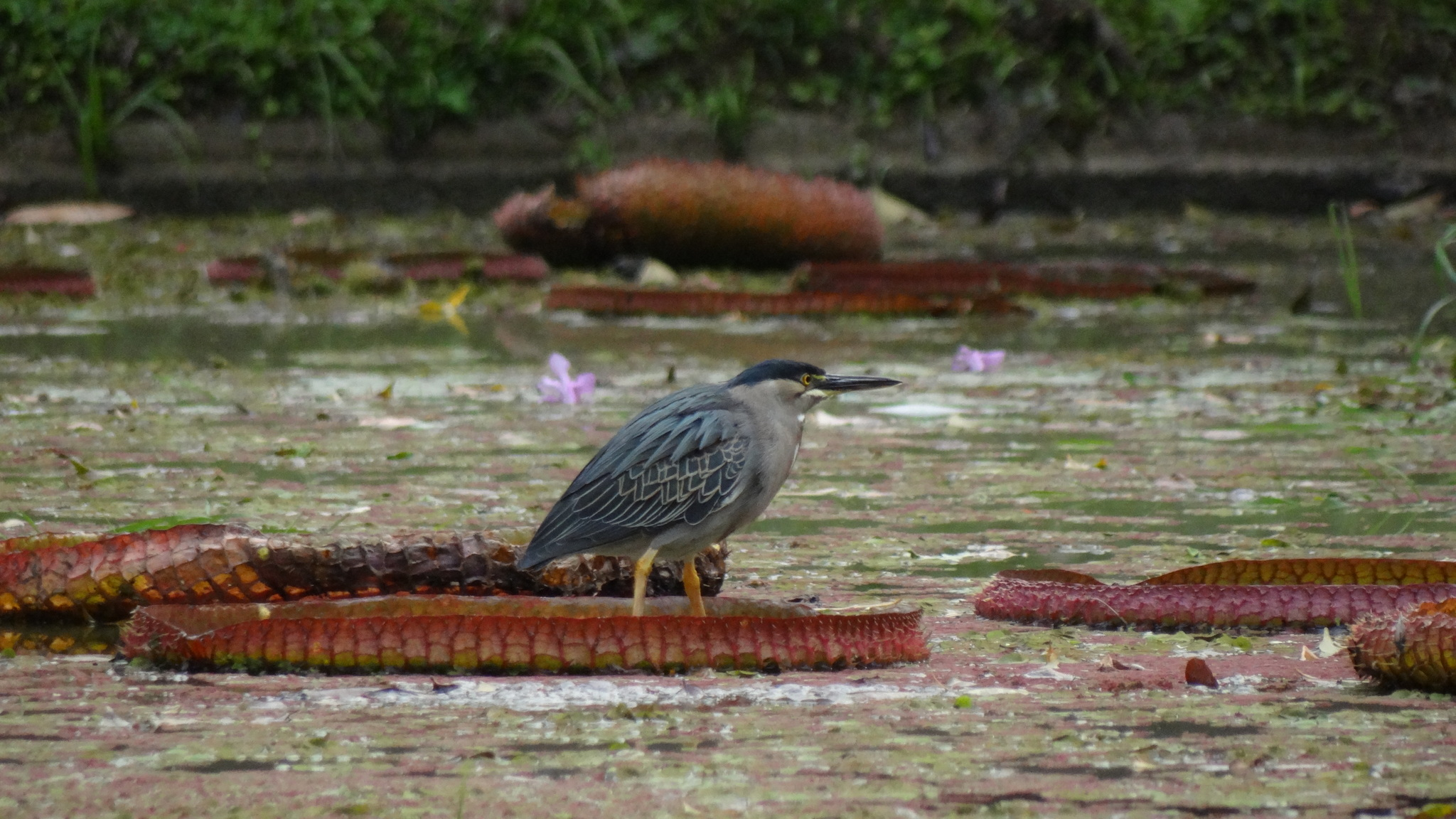
Socozinho no Jardim Botânico do Rio de Janeiro sobre uma vitória-régia.

- Butorides striata striata (Linnaeus, 1758) - ocorre no leste do Panamá e em toda a América do Sul até o norte da Argentina e do Chile;
- Butorides striata atricapilla (Afzelius, 1804) - ocorre da África ao Sul ao Deserto do Saara e nas ilhas do Golfo da Guiné;
- Butorides striata javanica (Horsfield, 1821) - ocorre em Taiwan, nas Filipinas e em Sulawesi;
- Butorides striata chloriceps (Bonaparte, 1855) - ocorre no subcontinente indiano, em Sri Lanka e nas ilhas Lacadivas;
- Butorides striata brevipes (Hemprich & Ehrenberg, 1833) - ocorre no Mar Vermelho e no norte da Somália.
- Butorides striata amurensis (Schrenck, 1860) - ocorre na Manchúria até o nordeste da China, no Japão e nas ilhas Ryukyu e Bonin;
- Butorides striata rutenbergi (Hartlaub, 1880) - ocorre em Madagascar;
- Butorides striata crawfordi (Nicoll, 1906) - ocorre em Aldabra e nas ilhas Amirante;
- Butorides striata rhizophorae (Salomonsen, 1934) - ocorre nas ilhas Comores;
- Butorides striata degens (Hartert, 1920) - ocorre nas ilhas Seycheles;
- Butorides striata albolimbata (Reichenow, 1900) - ocorre na ilha de Diego Garcia, na ilha de Chagos e no arquipélago das Maldivas;
- Butorides striata actophila (Oberholser, 1912) - ocorre do leste da China até o norte do Vietnam e no norte de Myanmar;
- Butorides striata spodiogaster (Sharpe, 1894) - ocorre nas ilhas Andaman, Nicobar e nas ilhas a oeste de Sumatra;
- Butorides striata moluccarum (Hartert, 1920) - ocorre nas ilhas Molucas;
- Butorides striata papuensis (Mayr, 1940) - ocorre nas ilhas Aru e no noroeste da Nova Guiné;
- Butorides striata idenburgi (Rand, 1941) - ocorre na região norte e central da Nova Guiné;
- Butorides striata stagnatilis (Gould, 1848) - ocorre no nordeste da Austrália;
- Butorides striata macrorhyncha (Gould, 1848) - ocorre no leste de Queensland, na Nova Caledônia e nas ilhas Loyalty;
- Butorides striata solomonensis (Mayr, 1940) - ocorre na Melanésia (de New Hanover até o oeste de Fiji);
- Butorides striata patruelis (Peale, 1848) - ocorre no Taiti, nas ilhas Sociedade.